# Зброя на нових фізичних принципах
Зброя на нових фізичних принципах (ЗНФП) — зброя, в основу створення якої покладено фізичні процеси і явища, які не використовувалися раніше при створенні звичайної зброї (холодної, вогнепальної) або зброї масового ураження (ядерної, хімічної, бактеріологічної). Термін носить умовний характер, оскільки у більшості випадків у зразках ЗНФП використовуються відомі фізичні принципи, а новим є їх застосування у зброї. Залежно від принципу дії виділяються наступні види ЗНФП: лазерна, радіочастотна, пучкова, кінетична зброя і інші види зброї.
На початку XXI ст. до такого виду зброї відноситься лазерна, прискорювальна, надвисокочастотна, інфразвукова, геофізична, кіберзброя і ін.
За своїми вражальними властивостями ця зброя (принаймні, деякі з її типів) має бути віднесена до зброї масового ураження. Її застосування може привести до нового революційного і небезпечного стрибка у військовій справі.
ЗНФП (нетрадиційна зброя) — умовний термін, під яким в найширшому сенсі маються на увазі нові види і системи озброєння, вражаючі чинники яких існують у природних явищах, що раніше не використалися у військовій справі, і фізичних процесах. Умовність термину витікає з того, що у більшості наявних концепцій і зразків задіюються добре вивчені фізичні принципи, які до цього не застосовувалися для прикладних розробок воєного призначення. Понад те: після успішного циклу розробки, виробництва, прийняття на озброєння і насичення нею військ, зразки ЗНФП втрачають елемент новизни і переходять у розряд традиційного озброєння.
В залежності від технічних можливостей різні системи ЗНФП можуть вирішувати бойові завдання звичайного озброєння або зброї масового ураження. До кінця XX ст. на різних етапах проєктування і дослідження знаходились:
- зброя спрямованої енергії — на основі вражаючої дії концентрованого пучка енергії[3],
- лазерна зброя — вид зброї спрямованої енергії, заснований на використанні потужних квантових генераторів (лазерів)[2],
- електромагнітна зброя — на основі електромагнітного випромінювання для ураження (головним чином) компонентів бойової радіоелектроніки[2][4][5],
- зброя несмертельної дії — різного роду впливи на людей і бойову техніку, що призводить до втрати боєздатності на певний час[2][5][6],
- прискорювальна зброя — на основі вузькоспрямованих пучків заряджених або нейтральних часток[2],
- інфразвукова зброя — на основі використання акустичних хвиль низької частоти[7],
- радіочастотна зброя — на основі впливу електромагнітних випромінювань на біологічні об'єкти[7],
- анігіляційна зброя — на основі ефектів взаємоперетворення часток з виділенням великої кількості енергії[7],
- артилерійські системи на основі рідких метальних речовин і легких газів[2],
- та ін.

Крім цього тривав процес теоретичного аналізу використання різноманітних природних явищ і стихійних негараздів для впливу на противника:
- геофізична зброя[1] заснована на цілеспрямованому впливі на довкілля з метою завдати ураження супротивнику,
- сейсмічна зброя — вид геофізичної зброї, заснований на управлінні енергією літосфери,
- екологічна зброя — вид геофізичної зброї, заснований на завдаванні шкоди ключовим об'єктам довкілля супротивника[8],
- кліматична зброя — вид геофізичної зброї, заснований на змінах метеорологічного стану в атмосфері[1][9],
- озонна зброя — вид геофізичної зброї, заснований на ушкодженні озонового шару над територією супротивника,
- генетична зброя діє шляхом вибіркового впливу на генетичний апарат людей за допомогою молекулярних ансамблів, які впливають на генетичні каскади.

## Генетична зброя
Проблема масового впливу тератогенних речовин набула яскравої вираженості, коли у 2-й половині 20 сторіччя у Європі почали народжуватися діти із дефектами кінцівок. Через талідомідову трагедію постраждало більш ніж 10 тисяч людей. Проблема морфогенезу з точки зору тератології зацікавила дослідників. Алан Т'юринг у 1952 році написав статтю «Хімічні основи морфогенезу» (англ. The chemical basis of morphogenesis), у якій увів у розгляд формальний об'єкт "реакція-дифузія" (Р-Д-системи). У Р-Д-системі дифундують та взаємодіють два гіпотетичних агенти - морфогени. Макроскопічне рівняння, яке керує еволюцією розподілів концентрацій {\displaystyle X} та {\displaystyle Y} виглядає наступним чином:
{\displaystyle {\frac {\partial X}{\partial t}}=P(X,Y)+D_{X}\nabla ^{2}X,\quad \quad {\frac {\partial Y}{\partial t}}=Q(X,Y)+D_{Y}\nabla ^{2}Y.}
Головним припущенням є припущення про наявність авто- й кроскристалічних ланок у перетвореннях {\displaystyle X} та {\displaystyle Y}, завдяки яким функції локальної динаміки {\displaystyle X} та {\displaystyle Y} виявляються нелінійними. Розвиток ідеї Т'юрінга про "хімічну основу морфогенезу" відбувався так, що "математичні механізми" самоорганізації макроскопічного порядку виявилися дослідженими дуже ретельно, однак на практиці це не допомогло обґрунтувати ідею. Відтак ця формальна модель, яка дозволила Т'юрінгу встановити принципову можливість механізму самовпорядкування, особливого значення не має.
З тих пір ведуться дослідження в області морфогенезу з метою виявлення його механізмів. Багато робіт на цю тему перейшли у секретну сферу. Однак деколи просочуються дані дійсно фундаментальних досліджень у области морфогенезу.
Особливостями генетичної зброї є її таємність, нелетальність. Нехай {\displaystyle s_{i}=\sum _{j}s_{ij}} - кількість алелей серед новонароджених, {\displaystyle u_{ij}=S_{ij}/\sum _{ij}S_{ij}} - частота генотипів, {\displaystyle p_{i}=s_{i}/\sum _{i}s_{i}} - частота алелей. Тоді  {\displaystyle p_{ij}=p_{i}p_{j},\quad \quad i,j={\overline {1,n}}.}
Це співвідношення у генетиці має назву закону Харді-Вайнберга. Окрема нація має своє "етногенетичне" обличчя, і розроблювана різними країнами генетична зброя націлена на спотворення облич одне одного. 

Варто зауважити, що термін "генетична зброя" є недостатньо чітким. Наприклад, легалізацію наркотичних засобів у ряді країн можна вважати генетичною війною, яка б'є по етногенетичному обличчю, генофонду нації, спотворюючи його.
Через свою секретність генетична зброя не має статусу демократичності як результат волевиявлення націй щодо необхідності її застосування. Відтак засудження людьми заходів по її застосуванню є єдиним стримуючим чинником на противагу отриманню вигоди від застосування такої зброї.

## Зброя лазерна[1]
Особливий вид перспективної зброї спрямованої енергії, ґрунтований на використанні лазерного випромінювання для ураження людей і виведення із ладу військової техніки (передусім, оптико-електронних систем розвідки і управління зброєю). У такій зброї можуть застосовуватися газові, твердотілі і хімічні лазери з відповідними системами управління і наведення.
Нині використовуються лише низькоенергетичні лазерні пристрої. Разом з цим експериментально перевірена можливість силового ураження лазерним променем конструкційних елементів військової техніки. у тому числі корпусів балістичних ракет і інших літальних апаратів. Проте поява на озброєнні військ і сил флоту зразків такого типу зброї доки проблематична в силу його громіздкості, великої енергоємності і інших негативних експлуатаційних чинників.
У 2010—2011 рр. ВМС США здійснили випробування твердотілого лазера, призначеного для захисту кораблів від малих суден. Окрім цього, розробляються бойові лазери повітряного, наземного і космічного базування.

## Кіберзброя
Специфічні програмні засоби, призначені для контролю, дестабілізації або втручання в роботу інформаційних систем і комп'ютерних мереж супротивника з метою пригнічення комунікацій, політичної агітації, виведення з ладу керованої за допомогою ЕОМ зброї, вирішення інших завдань. До кіберзброї відносяться:
- Комп'ютерні віруси — програми, здатні до самореплікації (розмноження) шляхом пересилки через відкриті комп'ютерні мережі, перенесення через портативні носії інформації, завантаження через інтернет-сайти.
- «Черв'яки» — різновид комп'ютерних вірусів, проникаючих на ЕОМ через уразливості в операційних системах і програмах. Черв'яки часто використовуються для організації DDoS- атак («відмова в доступі» — одночасне звернення з безлічі комп'ютерів до іншого персонального комп'ютера, мережі або інтернет-сайту такої кількості мережевих запитів, яка істотно уповільнює або блокує комп'ютерну систему жертви або супротивника).
- Програми-шпигуни потайним чином встановлюються на комп'ютер з метою збору інформації про конфігурацію комп'ютера і мереж, активності користувачів, текстах, що вводяться на комп'ютері, і таке інше
- Програми-трояни («логічні бомби») — програми, поширювані потайно або під виглядом нешкідливих, але таких, що мають недокументовані здібності, що не належать до основного заявленого завдання програми. Назва сходить до легенди про «Троянського коня».

Одна і та ж програма може належати відразу до декількох категорій шкідливого програмного забезпечення. В деяких випадках творці шкідливих програм не переслідують які-небудь цілі, а займаються їх написанням з суто хуліганського інтересу. Але частіше творці мають конкретну кримінальну, політичну або військову мету.
Залежно від ставлення, юридичного статусу і виконуваних завдань, фахівців, розробляючих або навмисно поширюючих шкідливе програмне забезпечення, прийнято називати хакерами, кіберзлочинцями або експертами в галузі інформаційної безпеки.
Відзначається, що створення багатьох нових засобів масового знищення людей і згубної дії на екологічний баланс планети є, по суті, злочинним і суперечить ряду засадничих міжнародних правових документів, наприклад:
- Конвенції про заборону військового і будь-якого іншого ворожого використання засобів дії на природне середовище 1977 року,
- Конвенції про заборону розробки, виробництва і накопичення запасів бактеріологічної (біологічної) і токсинної зброї і про їх знищення 1972 року.

Проте, зарубіжні військові фахівці передрікають перспективне майбутнє деяким зразкам озброєнь, ґрунтованим на нових фізичних принципах, незважаючи на високу вартість їх розробки і виробництва.